# تندیس نقره‌ای گاو نشسته
تندیس نقره‌ای گاو نشسته یکی از اشیای باستانی متعلق به دوران نیا-ایلامی است. قدمت این تندیس ۲۹۰۰ تا ۳۱۰۰ سال پیش از میلاد است. سر و دستان موجود، گاو است و تن آن انسان. تندیس نقره‌ای گاو نشسته در جنوب غرب ایران کشف شد. این تندیس ۱۶٫۳ سانتی‌متر ارتفاع دارد. مجسمه نقره‌ای لباس مخصوصی دارای الگوی پله-پله بر تن کرده که به شکلی راه-راه آن را مزین کرده‌است. گاو در حال گرفتن یک جام با دهانه لوله‌ای است. این تندیس در موزه متروپولیتن نیویورک نگهداری می‌شود.
تندیس گاو ایلامی با لباسی منقوش به طرح پلکانی و جام دهانه‌دار که در دست دارد، آمیختگی از ویژگی‌های انسان و حیوان نمایش می‌دهد. این گونه نمایش ترکیبی (حیوان در نقش انسان) در دوره ایلامی معمول بود و احتمالاً نشان نوعی قدرت فوق طبیعی بود که از طرف خدایان به پادشاهان اعطا می‌شد. با اینکه کاربرد این تندیس کاملاً مشخص نشده‌است، نوع جام و طرح‌های حک‌شده روی لباس، بیان‌گر نوعی مراسم آیینی یا جشن مذهبی است. همچنین جنس نقره‌ای این مجسمه معروف که در عصر مس (حدود ۵۰۰۰ سال پیش) ساخته شد، علاوه بر هنرمندی قابل ستایش سازندگان آن، بیانگر پیشگامی تمدن ایلام در فناوری استخراج و ذوب انواع فلز گران‌بها است.